# 224 Brygada Artylerii
224 Brygada Artylerii, ros. 244-я артиллерийская Неманская Краснознамённая, орденов Суворова и Кутузова бригада – związek taktyczny Sił Zbrojnych Federacji Rosyjskiej w strukturach Floty Bałtyckiej Zachodniego Okręgu Wojskowego.
Siedzibą sztabu i dowództwa brygady jest Królewiec.